# Lalmai
Lalmai (Lalmai Hills) és una serralada muntanyosa a Tripura, de baixa altura, a la frontera entre l'Índia i Bangladesh, a pocs quilòmetres a l'est de Comilla, que s'estén uns 15 km de nord a sud amb una amplada d'uns 3 km. El terreny fou venut pels britànics al rajà de Tripura junt amb les muntanyes Maynamati per 2.100 lliures. Un antiga fortalesa d'aborígens no hindús fou trobada coberta de jungla. El nom de les muntanyes el portava per la princesa Lalmai de la casa reial de Tripura.